# Hayes & Yeading United FC
Hayes & Yeading United FC is een Engelse voetbalclub uit het district Hillingdon in het Engelse graafschap Groot-Londen.
De club ontstond in mei 2007 door een fusie tussen Hayes FC en Yeading FC. De club begon in de Conference South en promoveerde na promotiewedstrijden in 2009 naar de Conference National. In 2012 degradeerde de club echter en sindsdien speelt Hayes & Yeading United weer in de Conference South.
Gedurende de bouw van een nieuw stadion aan de Beaconsfield Road in Hayes (The Sharda Glass Community Stadium) werd in het seizoen 2013-2014 gebruikgemaakt van het Kingsfield Stadium in Woking. In het seizoen 2014-2015) werden de thuiswedstrijden afgewerkt in Maidenhead, net als opponent in de Conference South Maidenhead United.

## Bekende (oud-)spelers
- Manny Duku